# Спиру, Василий Львович
Василий Львович Спиру (настоящее имя Юлиус Гутшнекер (нем. Julius Hutschnecker), 1898 — 1969) — советский разведчик.

## Биография
Родился в еврейской семье, отец был врачом. Окончил гимназию. В 1915 был арестован в Вене за участие в революционном движении. В годы Первой мировой войны был призван в австро-венгерскую армию. Участвовал в боях на Итальянском фронте. Участник революции в Венгрии. С марта по август 1919 служил в Красной армии Венгерской советской республики. После поражения Республики находился на нелегальной работе. В 1919-1920 член руководящего комитета коммунистической партии Буковины, в 1920-1921 являлся членом коммунистической организации Баната. Неоднократно арестовывался в Австрии, Чехословакии, Румынском королевстве, также высылался из Австрии. В 1921-1922 находился в заключении в королевстве Румыния. В 1922-1924 был членом бюро ЦК комсомола Румынии и представитель комсомола при ЦК КП Румынии. С 1923 по 1925 состоял в браке с советской разведчицей Е. Ю. Зарубиной. В 1924-1927 сотрудник пресс-службы Балканского бюро исполнительного комитета МОПР. В ноябре 1927 эмигрировал в СССР. С 1928 сотрудник румынского и немецкого секторов Коммунистического университета национальных меньшинств Запада. В том же году вступил в ВКП(б).
В июне 1930 был направлен ЦК ВКП(б) на работу в ОГПУ в качестве уполномоченного иностранного отдела. По документам гражданина Австрии Антона Таубера был послан на нелегальную работу в резидентуру Б. К. Илька в Веймарскую республику. Находясь в этой стране, работал по Англии под видом литературного агента немецких издательств, австрийца Йозефа Лиходного. Возглавлял созданное советской разведкой «Корреспондентское бюро», легендированную организацию по сбору конфиденциальной политической и экономической информации. Был арестован немецкой полицией за использование фальшивых документов, но отпущен. По возвращении в СССР уволен из ОГПУ. В дальнейшем работал в редакции немецкоязычной газеты «Дойче Централь-Цайтунг» (Deutsche Zentral-Zeitung, DZZ — «Немецкая центральная газета»). С 1939 референт ЦК МОПР. До 1949 руководил румынской редакцией Радиокомитета СССР. В 1949-1953 преподавал на кафедре новой и новейшей истории исторического факультета МГУ, специализировался по истории Румынии. С 1954 находился в ГДР, профессор в Университете имени К. Маркса.